# Византион
 Тази статия е за античния град.  За средновековния вижте Константинопол.  За съвременния вижте Истанбул.
Византион (на гръцки: Βυζάντιον; на латински: Byzantium) е античен гръцки град, основан от гръцки колонисти от Мегара през 667 пр.н.е. и наречен на техния цар Визас или Византас (Βύζας или Βύζαντας на гръцки). Името „Византиум“ е латинизация на оригиналното име Византион.
В периода между 324 и 337 г. сл. Хр. градът е избран за новата столица на Източната Римска империя, приема името Константинопол в чест на нейния император – Константин Велики; изграждат се новите крепостни стени.
Константинопол пада под властта на Османската империя през 1453.
Името на града е променено още веднъж, през 1930 г., когато правителството на младата турска република иска от международната общност да признае официално смяната на имената на градовете Константинопол и Ангора, които стават съответно Истанбул и Анкара.

## История
Произходът на Византион е обвит в легенда. Според Тацит и Херодот, легендата гласи, че Визас от Мегара (полис в днешна Западна Атика), основал Византион, като преплувал с флотата си Егейско море на североизток. Визас се допитал до оракула в Делфи къде да изгради своя нов град. Оракулът му отговорил: „срещу слепците“. Първоначално Визас не разбрал смисъла на казаното, но когато достигнал Босфора, разбрал какво означава това: на азиатския бряг имало гръцки град, Халкедон. Жителите на Халкедон Визас помислил за слепи, тъй като не виждали очевидно прекрасната земя, която се виждала от другата страна на Босфора. Визас основал своя град именно там и го наименувал Византион. Градът се занимавал основно с търговия поради своето стратегическо местоположение. По-късно Византион превзел Халкедон.

Според Пасхалната Хроника „...Византион бил тържище в Тракия и (че) негов управител бил Варвизий, баща на Федалия... Царят на Тракия Визас(на гръцки: Bύζaς) се оженил за казаната Федалия след смъртта на баща ѝ. Той нарекъл мястото, сиреч тържището, на свое име Византион.“
По-късно историята на града е документирана с определено по-голяма точност и достоверност. Така например се знае, че в подкрепа на Песцений Нигер срещу победителя Септимий Север градът е обсаден от римски сили и претърпява значителни поражения през 196 г. Византион е възстановен от Септимий Север, вече император, и бързо достига предишната си слава и просперитет.
Местоположението на Византион привлича вниманието на Константин I, който през 330 г. сл. Хр. го разширява значително и премества там столицата на Римската империя. След условното ѝ разделяне на две части през 395 г. става столица на Източната Римска империя, наречена през 1553 (1557) г. от немеца Йероним Волф по името на Византион Византийска империя.

След смъртта на Константин Велики градът е преименуван в негова чест на Константинопол (на гръцки: Κωνσταντινούπολις-„град на Константин“), а по-късно е наричан и „новият Рим“.
На 29 май 1453 градът пада след продължителна обсада от османските турци и за пореден път става столица на мощната Османска империя. Турците наричат града Истанбул (въпреки че официалното му преименуване е чак през 1930 г.) и той остава най-големият и най-важен град на Република Турция, въпреки че официална столица от основаването на републиката през 1923 г. е Анкара.

## Емблема
Във Византион се секат монети с полумесец и звезда още през IV век пр.н.е. Според легендата полумесецът е в чест на богинята на Луната Хеката, която жителите тогава считат за спасителка на града от атаките на Филип II Македонски през 340-339 пр.н.е. По-късно, през 330 г., Константин I добавя звездата на Дева Мария към флага. Византион всъщност за пръв път в европейската история използва като символ комбинацията от полумесец и звезда заедно.
Полумесецът и звездата не са напълно изоставени от Християнския свят след падането на Константинопол. И до днес на официалното знаме на Патриарха на Йерусалим има полумесец и звезда с лъчи.

## Забележителни личности
- Омир (Византион), (III век пр.н.е.), трагик
- Фило (ок. 280 пр.н.е. – ок. 220 пр.н.е.), инженер
- Епигений (3 век пр.н.е.-2 век пр.н.е.), астролог